# Wargame: Red Dragon
Wargame: Red Dragon – strategiczna gra czasu rzeczywistego wyprodukowana przez Eugen Systems i wydana przez Focus Home Interactive 17 kwietnia w Stanach Zjednoczonych. Jest to trzecia gra z serii Wargame. W Polsce została wydana 30 kwietnia przez cdp.pl.

## Fabuła
Akcja gry rozgrywa się w latach 1987-1991 w okresie zimnej wojny na terenach Azji Wschodniej.

## Rozgrywka
W grze występuje 1200 rodzajów pojazdów i jednostek bojowych oraz wprowadzono jednostki morskie.
Gra została oparta na czwartej wersji silnika graficznego Iriszoom.